# Moraea insolens
Moraea insolens är en irisväxtart som beskrevs av Peter Goldblatt. Moraea insolens ingår i släktet Moraea och familjen irisväxter. Inga underarter finns listade i Catalogue of Life.